# Omveje (film)
|  | Denne artikel er oprettet af botten Steenthbot ud fra en ekstern database. Den kan derfor have sproglige fejl eller mangler. Denne skabelon kan fjernes efter kontrol af indholdet. |

Omveje er en dansk kortfilm fra 1995 instrueret af Henrik Ruben Genz og efter manuskript af Michael W. Horsten og Henrik Ruben Genz.

## Handling
To ærkejyder strejfer omkring ad ¿Omveje¿, for at forstå kærligheden og finde en fodboldkamp.

## Medvirkende
- Henrik Lykkegaard
- Jesper Asholt
- Ann Eleonora Jørgensen